# Харченко, Василий Степанович
Василий Степанович Харченко (1913—1943) — старший сержант Рабоче-крестьянской Красной Армии, участник Великой Отечественной войны, Герой Советского Союза (1943).

## Биография
Василий Харченко родился 1 января 1913 года в селе Новоукраинка (ныне — Марьинский район Донецкой области Украины). Окончил неполную среднюю школу. В 1941 году Харченко был призван на службу в Рабоче-крестьянскую Красную Армию. С февраля 1942 года — на фронтах Великой Отечественной войны. К сентябрю 1943 года старший сержант Василий Харченко был помощником командира взвода 931-го стрелкового полка 240-й стрелковой дивизии 38-й армии Воронежского фронта. Отличился во время битвы за Днепр.
В ночь с 29 на 30 сентября 1943 года взвод Харченко переправился через Днепр в районе села Лютеж Вышгородского района Киевской области Украинской ССР и принял активное участие в боях за захват и удержание плацдарма на его западном берегу, отразив восемь немецких контратак. 5 октября 1943 года Харченко погиб в бою. Похоронен в селе Летки Броварского района Киевской области Украины.
Указом Президиума Верховного Совета СССР от 13 ноября 1943 года старший сержант Василий Харченко посмертно был удостоен высокого звания Героя Советского Союза. Также был награждён орденом Ленина и рядом медалей.
Памятник Харченко установлен в Новоукраинке.